# محمد العلاونة
محمد وليد ياسين العلاونة (18 يونيو 1988) هو لاعب كرة قدم أردني سابق، لعب كلاعب خط وسط.

## روابط خارجية
- محمد العلاونة على موقع ناشيونال فوتبول تيمز (الإنجليزية)
- محمد العلاونة على موقع Soccerway.com (الإنجليزية)